# Putovanje nakraj noći
Putovanje nakraj noći (franc.: Voyage au bout de la nuit) je roman francuskog književnika Luja-Ferdinanda Selina iz 1932. Delo je poluautobiografskog karaktera, a opisuje doživljaje autorovog , Ferdinanda Bardamua, dok pokušava da preživi na bojištu Prvog svetskog rata, u afričkim kolonijama, američkom velegradu i siromašnom pariškom predgrađu.
Roman odiše krajnjim pesimizmom, nihilizmom, mizantropijom i teskobom; no mračne teme i nesreće glavnog antijunaka Selin često opisuje kroz duhoviti cinizam. Inovativnim načinom izražavanja oponaša govorni jezik, uz često uplitanje žargona i obimnu upotrebu vulgarizama.
Iako je to tek prvi Selinov roman, većina kritičara ga smatra i najuspješnijim. 1932. bio je ozbiljan kandidat za Prix Goncourt, a glasanje kojim je odbijen do danas je ostalo predmet kontroverzi. Dobio je nagradu Renaudot. Iako popularan u tridesetima, u posleratnom razdoblju je često zanemarivan zbog autorovih profašističkih i antisemitskih stavova. 

## Referenca
1. ↑  Vitoux, Frédéric (1992). Céline : a biography. Jesse Browner (1st American ed изд.). New York, N.Y.: Paragon House. ISBN 1-55778-255-5. OCLC 22954512.